# Tatoli
Tatoli, anteriormente Agência Noticiosa de Timor-Leste (em tétum:  Ajénsia Notisioza Timor-Leste; ANTIL) é uma agência noticiosa timorense com sede no Palácio do Governo, em Díli. Foi constituída oficialmente a 27 de julho de 2016. A agência publica as notícias em três línguas: português, tétum e inglês.

## História

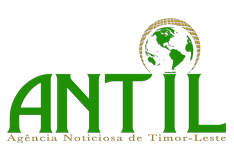
Antigo logotipo.

Em 2012, a agência de notícias portuguesa Lusa sugeriu que fosse criada uma agência noticiosa timorense.
A Tatoli foi criada a partir do programa do governo em março de 2015, que foi aprovado pelo Conselho de Ministros de Timor-Leste a 3 de fevereiro de 2016.
A agência foi renomeada Tatoli, que em tétum significa "confiar a alguém (algo/uma mensagem) para ser transmitido; transmitir (algo/uma mensagem) para alguém".